# Caleb Williams
(en) Statistiques sur pro-football-reference
Caleb Williams, né le 18 novembre 2001 à Washington aux États-Unis, est un sportif professionnel américain de football américain évoluant au poste de quarterback.
Sélectionné par la franchise des Bears de Chicago en premier choix de la draft 2024 de la NFL, il a auparavant joué au niveau universitaire dans la NCAA Division I FBS pour les Sooners de l'université de l'Oklahoma pendant une saison et pour les Trojans de l'université de Californie du Sud pendant deux saisons. Chez les Trojans, il remporte le trophée Heisman et se voit également décerner le Maxwell Award et le Walter Camp Award au terme de la saison 2022.

## Biographie

### Jeunesse
Williams étudie au Gonzaga College High School (en) à Washington. En 2018, il y remporte le championnat de la Washington Catholic Athletic Conference et est sélectionné dans l'équipe type de la Métropole par le Washington Post et désigné meilleur joueur de la saison par Gatorate après avoir totalisé 2624 yards et 26 touchdowns à la passe et 394 yards et 10 touchdowns à la course. En 2019, il est de nouveau sélectionné dans l'équipe type de la Métropole par le Washington Post. La saison suivante est annulée à la suite de la Pandémie de Covid-19 aux États-Unis.

### Carrière universitaire

#### Sooners de l'Oklahoma
Après le désengagement de Brock Vandagriff, les Sooners de l'Oklahoma doivent trouver un nouveau jeune quarterback pour la saison 2021 et ils se tournent vers un autre joueur évalué cinq étoiles, Caleb Williams. Le joueur choisit l'université de l'Oklahoma après un processus de sélection précis, notant plusieurs critères pour chacune et déclare son choix pour les Sooners le Jour de l'Indépendance.
Pour le début de la saison 2021, le true freshman est désigné par l'entraîneur principal Lincoln Riley comme remplaçant de Spencer Rattler (en) au poste de quarterback. En 6e semaine lors du match de rivalité contre les Longhorns du Texas, il remplace Rattler alors qu'Oklahoma est mené 7 à 28. Il permet à son équipe de remporter le match 55 à 48, gagnant 212 yards et inscrivant 2 touchdowns à la passe ainsi que 88 yards et un touchdown à la course. Williams est désigné titulaire la semaine suivante contre TCU (295 yards et quatre touchdowns à la passe, 66 yards et un touchdown à la course) et gagne à nouveau 52 à 31. Il reste titulaire le reste de la saison totalisant en sept matchs, 21 touchdowns à la passe, 6 touchdowns à la course pour 4 interceptions. Il remporte l'Alamo Bowl 2021 disputé contre les #15 Ducks de l'Oregon sur le score 47 à 32 au cours duquel il inscrit 3 touchdons à la passe.

#### Trojans de l'USC
Lorsque son entraîneur Lincoln Riley quitte les Sooners pour les Trojans de l'USC, Caleb Williams décide de le suivre ainsi que de nombreux autres joueurs. Après avoir terminé sa deuxième saison universitaire avec un total de 4 075 yards et 47 touchdowns à la passe pour seulement quatre interceptions, il remporte le trophée Heisman 2022,,. Il devient également le premier joueur de l'USC depuis Reggie Bush en 2005 à remporter le prix de l'Associated Press du meilleur joueur universitaire de la saison. Malgré cinq touchdowns inscrits à la passe, il perd dans les dernières secondes du match, le Cotton Bowl Classic 2023 sur le score de 46 à 45.
Williams et les Trojans terminent la saison 2023 avec un bilan de 7 victoires pour 5 défaites. Il y gagne 3 333 yards à la passe,  inscrivant 31 touchdowns à la passe et 11 supplémentaires à la course. Il déclare faire l'impasse sur sa dernière saison universitaire pour se présenter à la draft et termine sa carrière avec un bilan global de pratiquement 10 000 yards gagnés à la passe et de 120 touchdowns.

### Carrière professionnelle

#### Draft
Le 25 avril 2024, Williams est sélectionné en premier choix global de la draft 2024 de la NFL par la franchise des Bears de Chicago,. 
Cette sélection a été rendue possible à la suite de l'échange de leur premier choix de draft 2023 contre le wide receiver D.J. Moore et leur choix de premier tour de la draft 2024 des Panthers de la Caroline, ces derniers ayant pu sélectionner en 2023 le quarterback Bryce Young. Les Panthers ayant terminé la saison 2023 avec le pire bilan de la NFL (2 victoires pour 15 défaites), les Bears ont de facto obtenu le premier choix global de la draft 2024, une première pour cette franchise depuis l'ère du Super Bowl.

#### Bears de Chicago
Le 17 juillet 2024, Williams signe son contrat rookie portant sur quatre saisons pour un montant de 39,4 millions de dollars entièrement garanti,.

## Statistiques

### Universitaires
| Année       | Équipe                | Statut      | MJ |         | Passes   | Passes | Passes | Passes | Passes | Passes | Passes  |       | Courses | Courses | Courses | Courses |
| Année       | Équipe                | Statut      | MJ | Tentées | Réussies | Pct.   | Yards  | TD     | Int.   | Éval.  | Tentées | Yards | Moy.    | TD      |         |         |
| 2021        | Sooners de l'Oklahoma | Fr.         | 11 | 0 211   | 136      | 64,5   | 1 912  | 21     | 4      | 169,6  | 079     | 442   | 5,6     | 06      |         |         |
| 2022        | Trojans de l'USC      | So.         | 14 | 0 500   | 333      | 66,6   | 4 537  | 42     | 5      | 168,5  | 113     | 380   | 3,4     | 10      |         |         |
| 2023        | Trojans de l'USC      | Jr.         | 12 | 0 388   | 266      | 68,6   | 3 333  | 30     | 5      | 170,1  | 097     | 142   | 1,5     | 11      |         |         |
| Totaux NCAA | Totaux NCAA           | Totaux NCAA | 37 | 1 099   | 735      | 66,9   | 9 782  | 93     | 14     | 169,3  | 289     | 966   | 3,3     | 27      |         |         |

### Professionnelles
| Année | Équipe           | MJ |                 | Passes          | Passes          | Passes          | Passes          | Passes          | Passes          | Passes          |                 | Courses         | Courses         | Courses | Courses |     | Sacks  | Sacks |  | Fumbles | Fumbles |
| Année | Équipe           | MJ | Tentées         | Réussies        | Pct.            | Yards           | TD              | Int.            | Éval.           | Tentées         | Yards           | Moy.            | TD              | Nb.     | Yards   | Nb. | Perdus |       |  |         |         |
| 2024  | Bears de Chicago | ?  | Saison en cours | Saison en cours | Saison en cours | Saison en cours | Saison en cours | Saison en cours | Saison en cours | Saison en cours | Saison en cours | Saison en cours | Saison en cours | ?       | ?       | ?   | ?      |       |  |         |         |

## Trophées et récompenses
- 2022 (USC) :
  - Trophée Heisman ;
  - Maxwell Award ;
  - Walter Camp Award ;
  - AP College Football Player of the Year ;
  - Joueur All-American ;
  - Meilleur joueur offensif de la saison en Pac-12 ;
  - Sélectionné dans l'équipe type de la Pac-12.
  - Vaincu au Cotton Bowl Classic 2023.

- 2021 (Oklahoma):
  - Sélectionné dans la deuxième équipe de la Big 12 ;
  - Vainqueur de l'Alamo Bowl 2021.